# Diguan Pigot
Diguan Pigot (Paramaribo, 26 juni 1994) is een Surinaams zwemmer.

## Biografie
Pigot is lid van de club VOS en traint aan de Doral Academy Charter High School in de Verenigde Staten. Hij eindigde als 43ste in de series op de 100 meter schoolslag op de Olympische Zomerspelen 2012. Pigot nam ook deel aan de Wereldkampioenschappen zwemmen 2009 en 2011. In 2011 en 2012 werd hij verkozen tot Sportman van het jaar.
Zijn oudere zus Chinyere is ook olympisch zwemster. Hun vader, Hesdy Pigot, zat van 2013 tot 2015 voor de NPS in De Nationale Assemblée.